# Radosław (województwo zachodniopomorskie)
Radosław – (niem.: Coccejendorf) wieś w Polsce położona w województwie zachodniopomorskim, w powiecie sławieńskim, w gminie Sławno.
W latach 1975–1998 miejscowość położona była w województwie słupskim.
Do 31 grudnia 2024 r. do wsi należał przysiółek Warginie.